# Fountains of Wayne
Fountains Of Wayne (Фонтаны города Wayne) — поп-рок-группа, образованная в 1995 в Уильямстауне (Массачусетс, США) басистом  Адамом Шлезингером (Adam Schlesinger) и вокалистом/гитаристом Крисом Коллингвудом (Chris Collingwood). Группа наиболее известна своим синглом Stacey’s Mom, получивший золотой сертификат Американской ассоциации звукозаписывающих компаний и номинированный на премию Грэмми.

## Начало
Шлезингер и Коллингвуд познакомились в Уильямсовском колледже в 80-х, но играли в разных группах (Коллингвуд — Merci Buckets, Шлезингер — Ivy). Вновь они встретились в середине 90-х, когда и была образована группа Fountains Of Wayne. Первый альбом, вышедший в 1996 году и называвшийся так же, как и группа — Fountains Of Wayne, получил известность, два сингла с него были взяты в ротацию радиостанциями, но сам альбом был признан убыточным. Второй альбом, Utopia Parkway, выпущенный, как и первый, Atlantic Records, был доброжелательно воспринят критиками, и вроде бы нравился публике, но также оказался убыточным (продано 125.000 экземпляров). После двух туров в поддержку альбомов и неудач с Utopia Parkway группа временно прекращает существование. В 1999 году Атлантик Рекордз прощается с Fountains Of Wayne, расторгая с ними договор на выпуск альбомов. Шлезингер после этого выступал в роли продюсера и соавтора множества проектов, возродил группу Ivy. Коллингвуд также продолжал играть в группе локального масштаба.

## Возрождение группы
Группа вновь дала о себе знать в начале 2001 года, когда был записан кавер на песню The Kinks «Better Things». В 2003 году независимым лейблом S-Curve Records был выпущен третий альбом Fountains Of Wayne, принесший им наибольший успех — Welcome Interstate Managers. Тогда же были сняты клипы на песни Stacy’s Mom и Mexican Wine. Песня Stacey’s Mom стала хитом, однако клип на Mexican Wine имел неоднозначную реакцию и был снят с эфира. В данном клипе маленькие дети распевали «think I’ll have another glass of Mexican Wine» («Пожалуй, я возьму еще стаканчик мексиканского вина»), а гитарист группы зачем-то проливал вино на обнажённый живот лежащей на пляже женщины. Тем не менее, Welcome Interstate Managers стала первым альбомом, принёсшим группе известность даже за пределами Соединённых Штатов.
В 2005 году выпускается сборник Out Of State Plates, содержавший старые и две новые песни, а с конца 2006 года группа приступила к записи нового альбома Traffic & Weather, который вышел в 2007 году.
1 апреля 2020 года один из основателей группы Адам Шлезингер скончался в возрасте 52 лет из-за осложнений после заражения коронавирусом COVID-19.

## Дискография
- 1996 — Fountains Of Wayne
- 1999 — Utopia Parkway
- 2003 — Welcome Interstate Managers
- 2005 — Out Of State Plates (сборник)
- 2007 — Traffic and Weather
- 2011 — Sky Full Of Holes